# 法卡拉瓦環礁
法卡拉瓦環礁（Fakarava），又称哈瓦伊基泰阿拉罗环礁（Havaiki-te-araro），是南太平洋法屬波利尼西亞的環礁，屬於土阿莫土群島和帕利瑟群島，位於托奧環礁東南面14公里，由同名市镇管辖，長60公里、寬21公里，土地面積100.5平方公里，潟湖面積1,112平方公里，2007年人口1,578。

## 外部連結
- （页面存档备份，存于）
- Pictures
- Bellingshausen （页面存档备份，存于）
- Fakarava Airport
- Atoll names （页面存档备份，存于）
- Atoll list (in French)
- Hotel Fakarava （页面存档备份，存于）
- （法文） Natural and cultural heritage of Fakarava on Tahiti Heritage with Google maps （页面存档备份，存于）